# Epilobium chionanthum
Epilobium chionanthum är en dunörtsväxtart som beskrevs av Haussk.. Epilobium chionanthum ingår i släktet dunörter, och familjen dunörtsväxter. Inga underarter finns listade i Catalogue of Life.